# محمد رضا الخرسان
محمد رضا الخرسان (14 جمادى الأولى 1352هـ - 19 ذو القعدة 1440 هـ / 4 أيلول 1933م - 23 تموز 2019 م): هو السيد محمد رضا الموسوي الخرسان. فقيه ومحقق وراوية حديث مسلم شيعي عراقي من مواليد مدينة النجف. ينحدر من أسرة آل الخرسان العلمية في النجف والتي سميت بهذا الاسم نسبة إلى جدهم أبي الفتح الأخرس الذي ينتهي نسبه إلى السيد محمد العابد بن الإمام موسى بن جعفر الكاظم، فأبوه الفقيه المحقق والراوي السيد حسن الخرسان وشقيقه الفقيه المحقق الراوي السيد محمد مهدي الخرسان. كان من ضمن اللجنة التي أنشأها المرجع الديني السيد أبو القاسم الخوئي لإدارة شؤون البلد أبان الانتفاضة الشعبانية عام 1991، وبسبب ذلك اعتقلته حكومة صدام حسين مع ولديه محمد هادي ومحمد صادق، وقد أفرج عنهم جميعاً بعد مدة، وبقي الخرسان قيد الإقامة الجبرية في منزله. له سبع إجازات في رواية الحديث ويروي عنه بإجازته أكثر من تسعة عشر راوٍ للحديث. ترك أكثر من اثنين وعشرين مصنفاً في الفقه والسيرة والرجال والرواية والتأريخ. دفن بعد وفاته في الصحن العلوي في النجف.

## أساتذته في الفقه والأصول
- أبو القاسم الخوئي
- حسن الخرسان، والده
- حسن اليزدي
- عبد الهادي الشيرازي
- محسن الحكيم [1][2]

## شيوخه في الرواية والحديث
- أبو القاسم الموسوي الخوئي
- آغا بزرك الطهراني
- حسن البجنوردي
- حسين القديحي
- عبد الأعلى السبزواري
- عبد الحسين شرف الدين الموسوي
- هبة الدين الشهرستاني[1][2]

## إجازته للحديث والرواية
- أحمد سلمان آل طعمة
- أحمد عبد الرضا الصافي
- جعفر الأشكوري
- حسن البروجردي
- حسين أبو سعيدة
- سامي البدري
- سلمان هادي آل طعمة
- عبد الجبار الساعدي
- عبد الستار الحسني
- عبد المنعم المصلّي
- قاسم محمد تقي الواعظ
- كاظم الفتلاوي
- كامل سلمان الجبوري
- محمد الرضا الخوانساري
- محمد صادق الخرسان، نجله
- محمد هادي الخرسان، نجله
- مصطفى شرف الدين الصدر[1][2]

## تآليفه وتحقيقاته
- الإمام الحسن عليه السلام في القضية والمأساة
- تعليقات على معجم رجال الحديث للسيد الخوئي
- تعليقات على وسائل الشيعة
- تعليقة على الرسائل من الأصول للشيخ الأنصاري
- تعليقات على العروة الوثقى
- تقريرات الأصول من بحث السيد الخوئي
- تقريرات الفقه من بحث السيد الخوئي
- توثيق مواهب الرحمن في تفسير القرآن للسيد السبزواري
- الجامع الأصغر لأحاديث سيد البشر
- الدلائل إلى المسائل
- شرح باب الخمس في رسائل الأنصاري
- شرح باب المتاجر في رسائل الأنصاري
- شرح كتاب المكاسب للأنصاري
- مستدركات على معجم أدباء الأطباء
- مع الكافي في أصوله وفروعه والروضة
- مع المعصومين. 4 جزء
- مع كتاب المحاسن للبرقي
- مقدمة كتاب الانتصار للسيد الشريف المرتضى
- مقدمة كتاب الإيمان للسيد محمد بن عقيل الحضرمي
- مقدمة كتاب النصائح الكافية لمن يتولى معاوية للسيد محمد بن عقيل الحسيني
- مقدمة كتاب مناقب أمير المؤمنين للخوارزمي
- موسوعة في الدعاء. 4 مجلد[1][2]

## وفاته
وافته المنية بتأريخ 23 تموز 2019 في مدينة النجف وشُيِّعَ من مسجد الشاكري بحضور فقهاء وعلماء حوزة النجف، وصلى على جثمانه آنذاك المرجع الديني السيد محمد سعيد الحكيم وأشرف أيضاً على كسر خاتمه بعد وفاته، وهذا التقليد معروف في الحوزة العلمية في النجف وسائر الحوزات العلمية وهو أن إذا مات الفقيه أو مرجع الدين يشرف على كسر خاتمه الذي كان يختم به فتاواه وإجازات الرواية والوصولات المالية الخاصة بالخُمس وغيرها كبار أسرته أو فقيه آخر من بعده لقطع الطريق أمام إصدار فتاوى وإجازات ووصولات مالية منتحلة بعد وفاته. لمكانته العلمية، دفن بعد وفاته في الغرفة رقم 30 من الصحن العلوي قريباً من مسجد الخضراء الذي يضم قبر أستاذه السيد أبو القاسم الخوئي، وقد أرّخ الكثير من الشعراء والمحققين تأريخ وفاته ومنهم المحقق والنسّابة السيد عبد الستار الحسني، الذي قال فيه قبل أن يوارى الثرى:
فقيه أهل البيت نور الهدى             في شهر ذي القعدة لبى الندا
أعظِمْ به من راحل شخصه            عزَّ على الإسلام أن يفقدا
إذ ثلمت من ديننا ثلمة                  بفقده مذ يمم المَلحدا
ذاك أبو الجواد مَن رزؤه               لرزء يوم الطف قد جددا
مدرسة الأخلاق والعلم قد              نعته استاذاً لها مرشدا
إذ كان مرساها وقاموسها ال           محيط والمستنبَط النيقدا
سيرته المثلى غدت مضرب ال        أمثال يزدان بها المنتدى
ومذ قضى أرخته «نادباً                رزء الرضا بكاه دين الهدى»